# Govern polonès a l'exili
El govern polonès a l'exili, formalment conegut com el Govern de la República de Polònia a l'exili (en polonès, Rząd Rzeczypospolitej Polskiej na uchodźstwie), va ser el govern a l'exili de Polònia format arran de la invasió de Polònia de setembre de 1939, i la subsegüent ocupació de Polònia per l'Alemanya nazi i la Unió Soviètica, que va posar fi a la Segona República Polonesa fundada el 1918. Tot i l'ocupació de Polònia per les potències hostils, el govern a l'exili va exercir una influència considerable a Polònia a través de les estructures de l'Estat Polonès Clandestí i el seu braç armat, l'Armia Krajowa (Exèrcit Nacional) de resistència.
Encara que en gran part no reconegut i sense poder efectiu després del final de la Segona Guerra Mundial, es va mantenir en funcionament fins a finals del règim comunista a Polònia el 1990, en oposició a la República Popular de Polònia, un estat satèl·lit soviètic, quan van ser formalment transferides les seves responsabilitats al nou govern.